# Аристарх (Перистерис)
Архиепи́скоп Ариста́рх (греч. Ἀρχιεπίσκοπος Ἀρίσταρχος, в миру Антоний Перистерис, греч. Ἀντώνιος Περιστέρης; 22 августа 1948, Приния, Крит) — епископ Иерусалимской православной церкви, архиепископ Константинский.

## Биография
В Иерусалим прибыл в 1962 году, закончил Иерусалимскую Патриаршую школу в 1966 году и был пострижен в монашество.
В 1969 году рукоположён в сан диакона, в 1970 году — в сан священника. В 1973 году возведён в сан архимандрита.
В 1974 году закончил философский, а в 1981 году — богословский факультеты факультеты Афинского университета.
Работает в Патриаршей школе с 1975 по 1988 годы.
В 1988 году назначен главным редактором журнала «Νέα Σιών».
В 1990 году становится Старшим ответственным Особого отдела и начальником Приемной Блаженнейшего Патриарха, а также его Советником.
В 1991 году назначен членом Священного Синода и Библиотекарем.
В октябре 1998 года был избран и 19 октября рукоположён во епископа Константинского. В 2000 году возведён в сан архиепископа.
Сопровождал Патриарха Диодора при нанесении им официальных визитов в Болгарию, Румынию и Сербию.
В 2001 году становится ответственным Секретарём Патриарха Иерусалимского Иринея.
В августе 2005 года на выборах Патриарха Иерусалимского получил 17 голосов и занял второе место (патриархом был избран 23 голосами из 41 архиепископ Фаворский Феофил).
В 2005 году именование должности становится — Генеральный Секретарь.
5 мая 2009 года в Храме Гроба Господня служил вместе с иерархом Русской Зарубежной Церкви епископом Штутгартским Агапитом (Горачеком), восстановив таким образом полноту церковного общения РПЦЗ с Иерусалимским Патриархатом.
14 марта 2012 года в Патриарших покоях Храма Христа Спасителя во главе делегации Иерусалимской православной церкви встретился с Патриархом Московским и всея Руси Кириллом.
С 11 по 16 октября 2015 года был участником Пятого Предсоборного Совещания в Шамбези.
С 21 по 28 января 2016 года был участником Собрания Предстоятелей поместных православных церквей.
С 17 по 26 июня 2016 года был участником Всеправославного собора на Крите.
15 мая 2018 года решением Священного синода назначен Патриаршим Местоблюстителем.